# Сабры (деревня)
Са́бры (фин. Saapru) — деревня в Гатчинском муниципальном округе Ленинградской области.

## История
Деревня Сабры из 9 дворов и при ней кирпичный завод упоминаются на «Топографической карте окрестностей Санкт-Петербурга» Ф. Ф. Шуберта 1831 года.

САБРЕ — деревня принадлежит Самойловой, графине, число жителей по ревизии: 22 м. п., 16 ж. п. (1838 год)

На этнографической карте Санкт-Петербургской губернии П. И. Кёппена 1849 года она обозначена как деревня «Sabro», расположенная в ареале расселения савакотов. В пояснительном тексте к этнографической карте она записана как деревня Sabro (Сабре, Сабры) и указано количество её жителей на 1848 год: савакотов — 28 м. п., 29 ж. п., всего 57 человек.

САБРЫ — деревня  Царскославянского удельного имения, по просёлочной дороге, число дворов — 9, число душ — 28 м. п. (1856 год)

Согласно «Топографической карте частей Санкт-Петербургской и Выборгской губерний» в 1860 году деревня Сабры насчитывала 10 крестьянских дворов.

САБРЫ — деревня удельная при колодцах, число дворов — 18, число жителей: 69 м. п., 74 ж. п. (1862 год)

Согласно карте 1879 года деревня Сабры состояла из 5 крестьянских дворов.

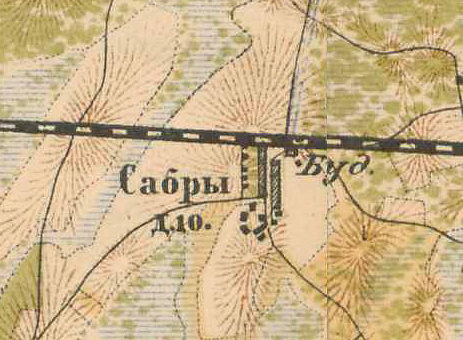
План деревни Сабры. 1885 год

В 1885 году деревня Сабры насчитывала 10 дворов.
В конце XIX века деревня административно относилась к Мозинской волости 1-го стана Царскосельского уезда Санкт-Петербургской губернии, в начале XX века — 4-го стана. Население деревни было исключительно финским.
К 1913 году количество дворов в деревне увеличилось до 17.
С 1917 по 1923 год деревня Сабры входила в состав Руссоловского сельсовета Мозинской волости Детскосельского уезда.
С 1923 года в составе Гатчинской волости Гатчинского уезда.
С 1924 года в составе Лукашевского сельсовета.
Согласно данным переписи населения СССР 1926 года в деревне Сабры Лукашевского сельсовета Троцкой волости Троцкого уезда проживали 127 человек, все финны.
С 1927 года в составе Гатчинского района.
В 1928 году население деревни Сабры также составляло 127 человек.
По данным 1933 года деревня Сабры входила в состав Лукашского финского национального сельсовета Красногвардейского района.

План деревни Сабры. 1939 год

С 1939 года в составе Антропшинского сельсовета Слуцкого района. Согласно топографической карте 1939 года деревня насчитывала 22 крестьянских двора и скотный двор.
C 1 августа 1941 года по 31 декабря 1943 года деревня находилась в оккупации.
С 1 августа 1944 года в составе Романовского сельсовета Гатчинского района.
С 1959 года в составе Антелевского сельсовета.
В 1965 году население деревни Сабры составляло 168 человек.
По данным 1966 года деревня Сабры также входила в состав Антелевского сельсовета.
31 декабря 1970 года, согласно решению Леноблисполкома № 604, деревня Сабры из Антелевского сельсовета была перечислена во вновь образованный Пригородный сельсовет.
По данным 1973 и 1990 годов деревня Сабры входила в состав Пригородного сельсовета Гатчинского района.
В 1997 году в деревне проживали 39 человек, в 2002 году — 37 человек (русские — 62%, финны — 35%), в 2007 году — также 37.

## География
Деревня расположена в северо-восточной части района  на автодороге 41К-508 (Торфяное — Сабры).
В деревне находится остановочный пункт — железнодорожная платформа Саборы.
Расстояние до административного центра поселения — посёлка Новый Свет, 8 км.

## Демография
| 1862 | 2007 | 2010 | 2017 |
| ---- | ---- | ---- | ---- |
| 143  | ↘37  | ↘34  | ↗43  |

### Национальный состав
Согласно данным Всероссийской переписи населения 2021 года в деревне проживали 262 человека, из них:
 русские — 231, грузины — 1, евреи — 1 человек, остальные национальность не указали.

## Улицы
Круговая, Целинная.